# Лешек Колаковски
Лешек Колаковски (пољ. Leszek Kołakowski; Радом, 23. октобар 1927 – 17. јул 2009) био је пољски филозоф и историчар. Најпознатији је по својим критичким анализама марксистичке мисли, нарочито познат по тротомном делу „главни токови марксизма“. У свом каснијем раду, Колаковски се фокусирао и на верска питања. У свом 1986 Jefferson Lecture, рекао је Не учимо историју из разлога да би знали како да се понашамо или како да успемо, већ да би знали ко смо ми.

## Биографија
Колаковски је рођен у граду Радом, у Пољској. Због немачке окупације Пољске у Другом светском рату, није ишао у школу , али је читао књиге и узимао повремене приватне часове , своје завршне испите је положио као изваредан студент. После рата, студирао је филозофију на Универзитету у Лођу и 1953. године докторирао на Варшавском универзитету, са тезом о Спинози . Био је професор и председник одељења Универзитета у Варшави за историју филозофије од 1959. до 1968. године.
У младости, Колаковски је био комуниста. У периоду 1947-1966 , био је члан Пољске уједињене радничке партије. Као истаскнути интелектуални радник путовао је у Москву, где је видео комунизам у пракси и утврдио да је није добар . Он је прекинуо са комунизмом и прозван је као „ревизионистички марксиста“, залагао се за хуманистичко тумачење Маркса. Годину дана после пољског октобра 1956., Колаковски је објавио четири дела критика совјетских марксистичких догми. Његово јавно предавање на Варшавском универзитету на десетогодишњицу од Пољског октобра довела до његовог избацивања из Пољске уједињене радничке партије. У току Пољске политичке кризе 1968. године он је изгубио и посао на Варшавском универзитету. Дошао је до закључка да тоталитарна суровост стаљинизма није било одступање, већ логички крајњи производ марксизма. Његов главни рад су „Главне токови марксизма I, II и III“, објављени су 1976-1978. У каснијој фаза Колаковски је постао све више фасциниран  доприносом теолошких претпоставки у Западној културу, премда се и пре бавио историјом теологије и католичким мистицизмом. Колаковски је бранио улогу коју слобода игра у људској потрази за транцедентним. Иако људска погрешивост подразумева да треба скептично да третирамо тврдње непогрешивости , наша потрага за већим ( као што су истина и доброта) је оплемењује.
Колаковски је 1968. године постао гостујући професор на одељење за филозофију на Универзитету Макгил у Монтреалу и 1969. се преселио на Универзитету у Калифорнији, Беркли. Године 1970. постао је виши научни сарадник на All Souls колеџу у Оксфорду. Он је углавном остао на Оксфорду, иако је провео део 1974. године на Универзитету Јејл, а од 1981. до 1994. године био хонорарни професор Комитета за социјалне mисли и у одељењу за филозофију на Универзитету у Чикагу. 
Иако су његови радови званично били забрањени у Пољској, илегалне копије његових дела су знатно утицале на ставове пољских интелектуалаца и поњске опозиције. Његов есеј из 1971. године Тезе о нади и безнађу (Пун назив: У Стаљиновом земљама: Тезе о Нади и очај ) који је предложио да би самоорганизоване друштвене групе постепено прошириле сфере цивилног друштва у тоталитарној држави, инспирисао је покрете 1970. који су довели до Солидарност-и и , на крају, до колапса комунизма у Европи 1989. У 1980. години, Колаковски је подржао Солидарност давањем интервјуа, писањем и прикупљањем средстава.

У Пољској , Колаковски није само поштован као филозоф и историчар идеја , него и као икона међу противницима комунизма . Адам Михњик оценио је Колаковског "један од најистакнутијих стваралаца савремене Пољске културе".
Колаковски је умро 17. јула 2009, у Оксфорду. Leszek Kolakowski. Encyclopaedia Britannica У својој читуљи, филозоф Роџер Скрутон је рекао Колаковски је „мислилац нашег времена“ и да је у вези дебате Колаковски је са интелектуалним противницима, "чак и ако ... . ништа није остало од субверзивних догми, нико се није осећао оштећен у свом егу или поражен у пројекту њиховог живота, од аргумената који би из било ког другог извора инспирисао највеће огорчење. "
Добар део филозофских есеја, студија и главних дела Лешека Колаковског је преведен и на српски језик.

## Награде
Године 1986, National Endowment for the Humanities изабрао је Колаковског због " Jefferson Lecture" . Колаковски је предавање "The Idolatry of Politics" прештампао у својој колекцији есеја "  Modernity on Endless Trial ".
У 2003. години, библиотека конгреса јр именовала Колаковског за првог добитника John W. Kluge награде за животно дело за хуманост.

Његове друге награде укључују следеће:
- Награда Јуржиковски (1969)
- Награда за мир коју додељују издавачи књига у Немачкој (1977)
- Европска награда за есеј Велион фондације (1980)
- Награда Макартур (1982)
- Еразмус награда, Макартур стипендиста (1983)
- Награда Пољског пиачког друштва (1988)
- University of Chicago Press, Gordon J. Laing Award (1991)
- Награда Токевила (1994)
- Клуг награда конгресне библиотеке (2003)
- Медаља Св. Ђорђа (pl) (2006)
- Награда Јерусалима ( 2007)
- Медаља за демократију ( 2009 )